# Peperomia vegana
Peperomia vegana là một loài thực vật có hoa trong họ Hồ tiêu. Loài này được Trel. & Standl. miêu tả khoa học đầu tiên năm 1952.